# Arthur Golding
Arthur Golding (1536-1605) fou un traductor de clàssics del llatí a l'anglès. Les seves obres van contribuir de forma decisiva a apropar la cultura anglosaxona a l'humanisme i van influir en els autors de l'època; per exemple Shakespeare reconeixia l'influx de la seva adaptació de Les Metamorfosis com a inspiració temàtica. Altres traduccions destacades són els escrits de Cèsar i fragments de la Bíblia.